# International Code of Nomenclature of Prokaryotes
International Code of Nomenclature of Prokaryotes (ICNP) eller Prokaryotic Code (PC), tidigare International Code of Nomenclature of Bacteria (ICNB) eller Bacteriological Code (BC) reglerar nomenklaturen för prokaryoter, det vill säga bakterier (Bacteria) och arkeer (Archaea). Koden administreras av International Committee on Systematics of Prokaryotes (ICSP), som är en kommitté under Bacteriology and Applied Microbiology Division ("Avdelningen för bakteriologi och tillämpad mikrobiologi") inom International Union of Microbiological Societies (IUMS).

## Upplagor
- International Code of Nomenclature of Prokaryotes, 2008 Revision.
- International Code of Nomenclature of Bacteria - Bacteriological Code, 1990 Revision.